# Wallfahrtskirche Locherboden

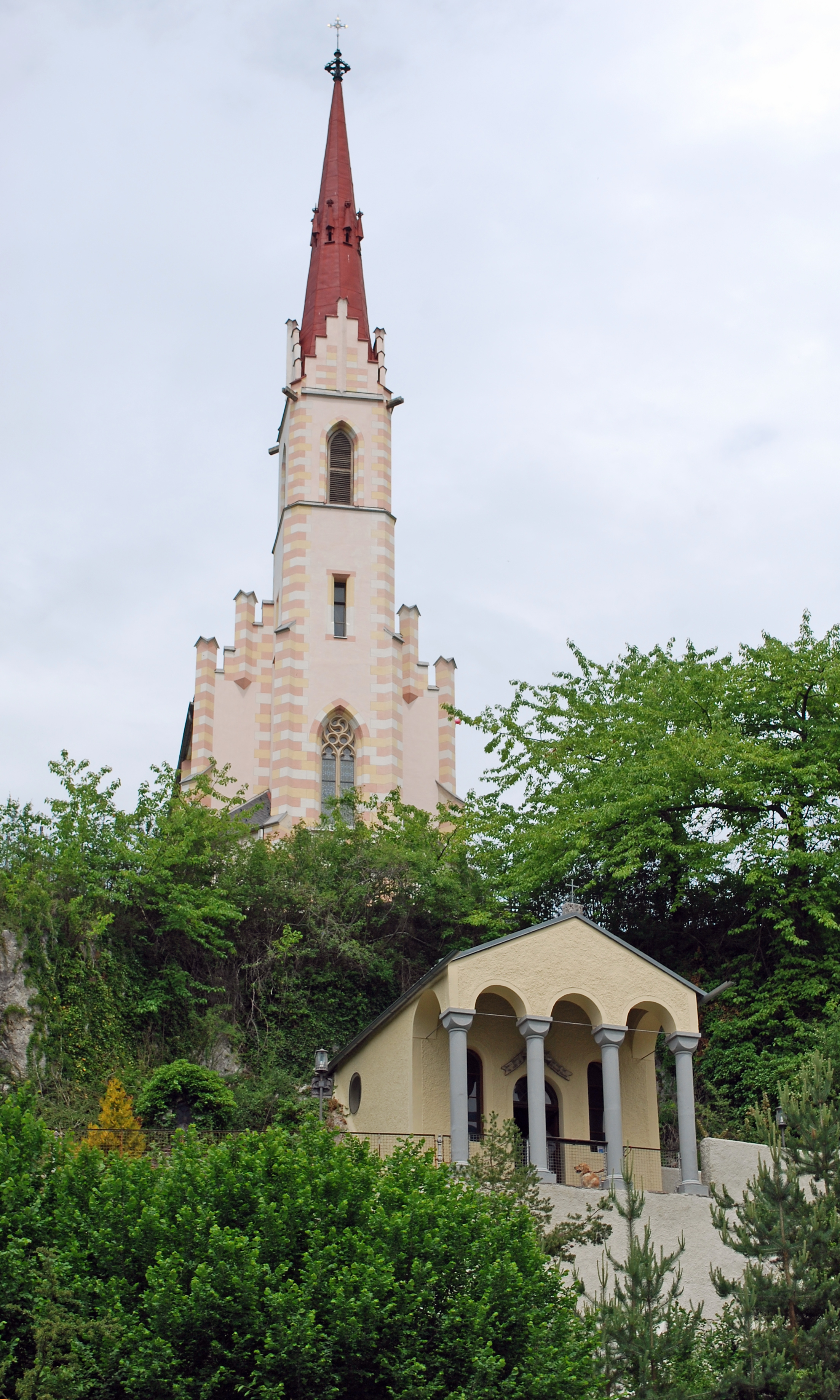
Maria Locherboden mit Gnadenkapelle

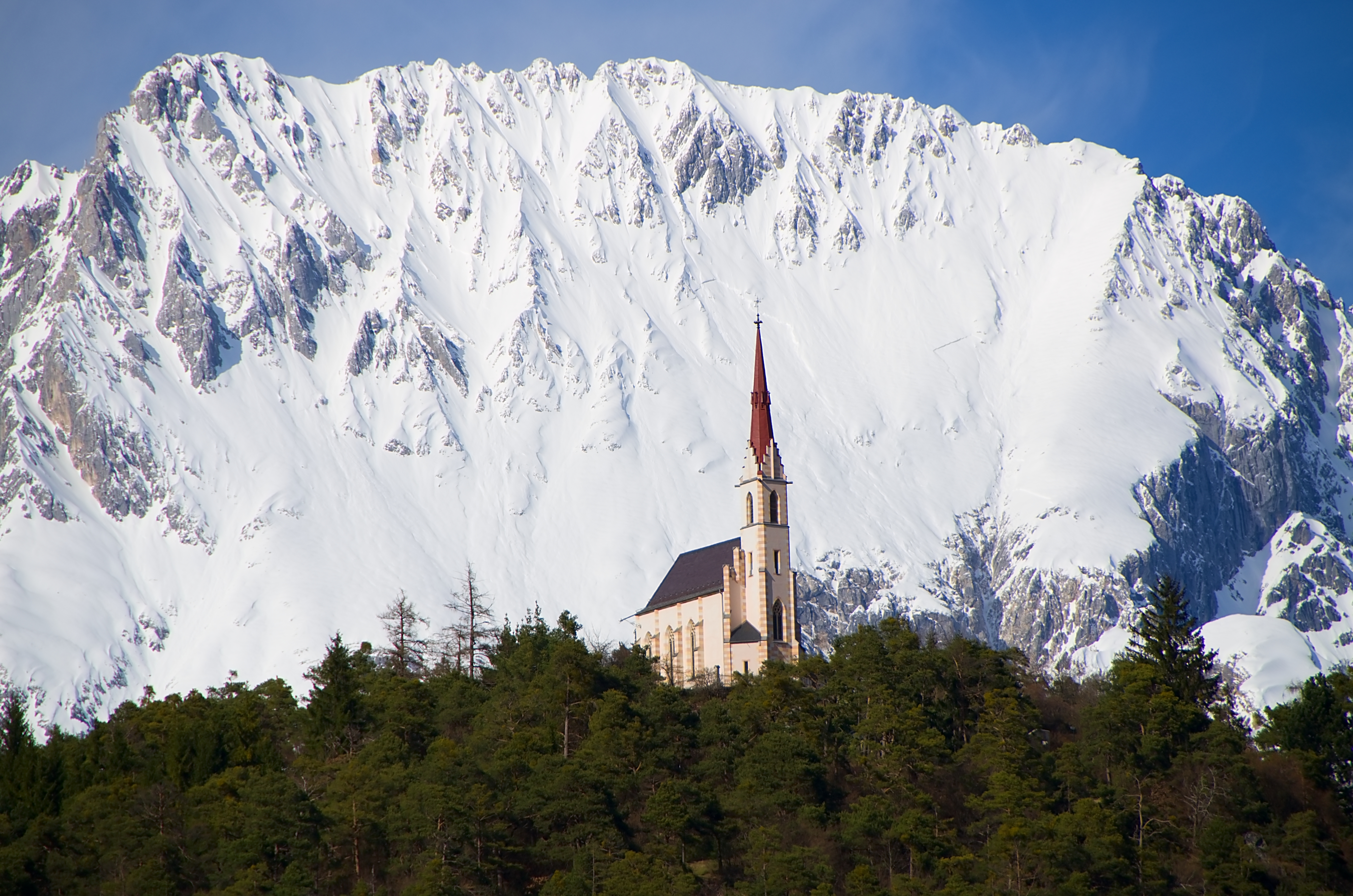
Maria Locherboden vor der Mieminger Kette

Die römisch-katholische Wallfahrtskirche Maria Locherboden oder Maria, Hilfe der Christen am Locherboden in der Gemeinde Mötz steht am Höhenzug des Sassberges vor der Mieminger Kette auf 816 m ü. A., gut 150 m über dem Talboden des Inntals. Die Kirche gehört zum Dekanat Silz in der Diözese Innsbruck, das Patrozinium wird am 24. April gefeiert. Neben der Wallfahrtskirche befinden sich auch eine Gnaden- und eine Nachtwallfahrtskapelle. Die Wallfahrtskirche, die Gnadenkapelle und der Kreuzweg stehen unter Denkmalschutz.

## Ursprung

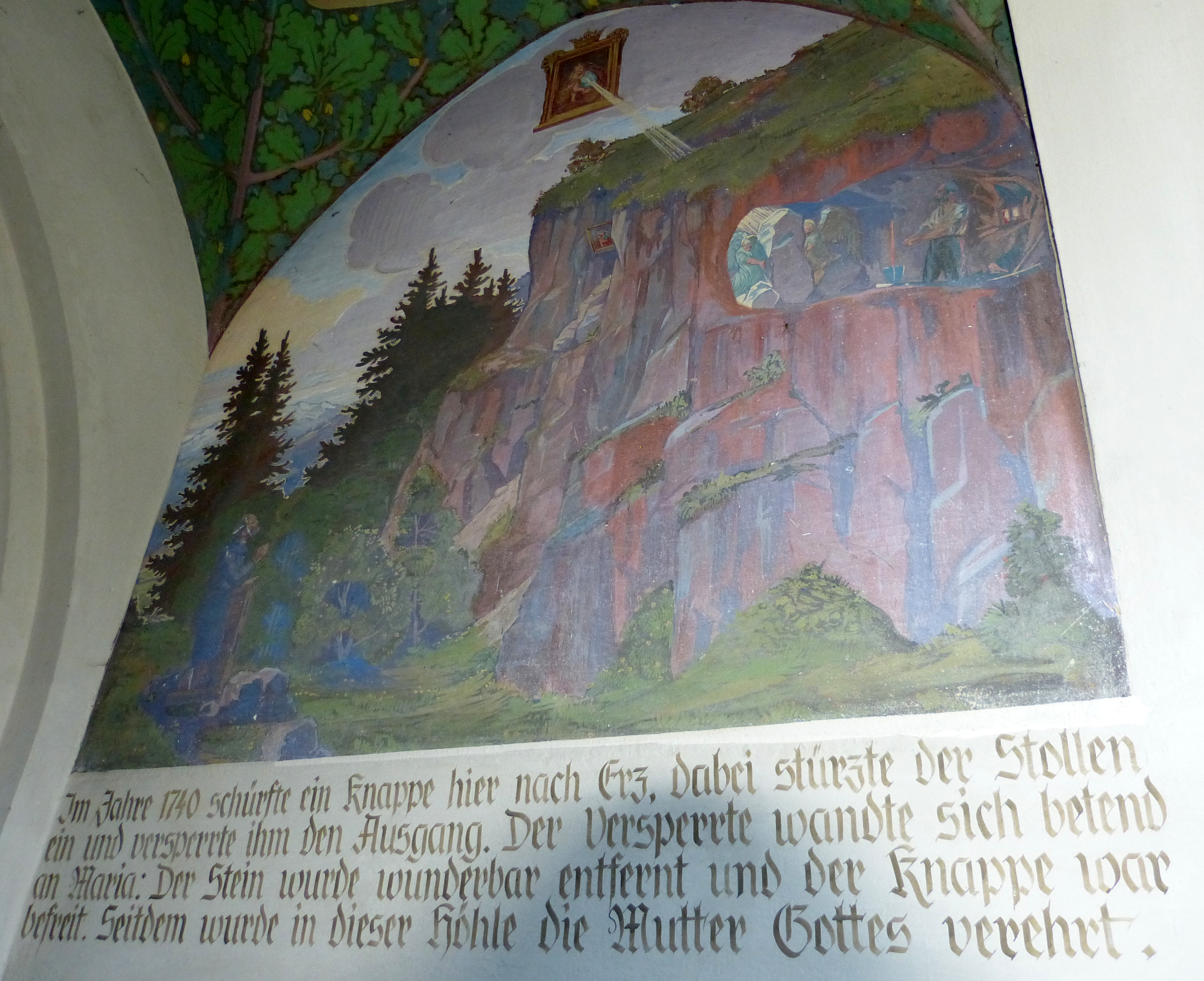
Darstellung der Ursprungslegende im Vorraum der Kirche

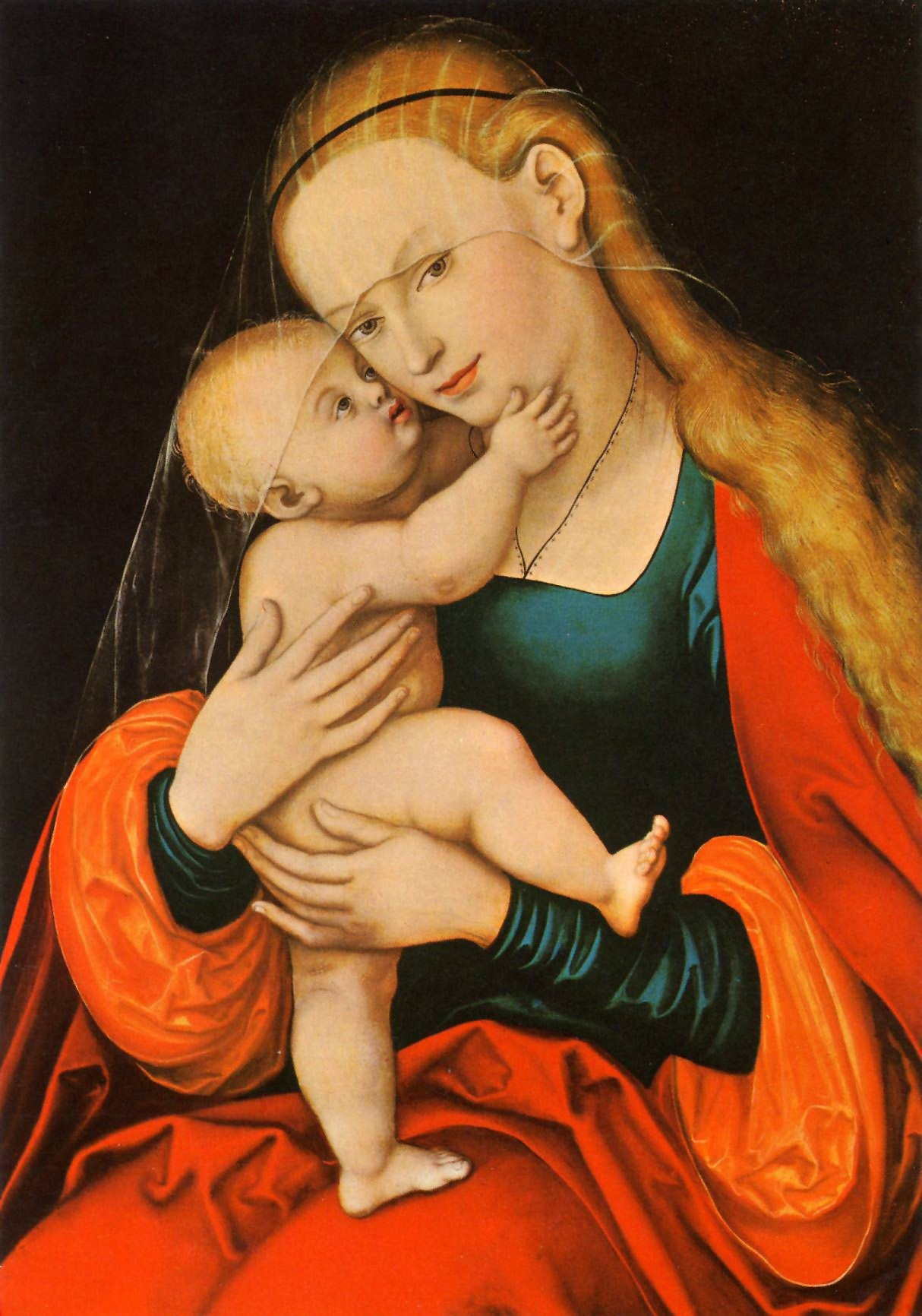
Das Original des Gnadenbildes im Innsbrucker Dom

Der Fund eines hallstattzeitlichen Bronzeprunkmessers aus der Zeit um 800 v. Chr. im Jahr 1892 sowie Funde von Brandresten mit prähistorischer Keramik im Jahr 2009 zeugen von frühen Siedlungen und Bergbau in der Gegend.
Um das Jahr 1740 brachte der Bergknappe Thaman (Thomas) Kluibenschädl aus Mötz als Dank ein Muttergottesbild am Stolleneingang an. Ob dies als Dank für seine wundersame Rettung aus dem verschlossenen Stollen, oder aus Dankbarkeit, dass ihm bei der Arbeit nie ein Unglück zugestoßen ist, geschehen ist, ist unbekannt.
Der Legende nach war ein Bergbauunglück im Jahre 1740 ausschlaggebend. Der Bergknappe soll beim Graben eines Stollens, es wurde nach silberhaltigen Bleierzen gegraben, verschüttet worden sein. Ein riesiger Stein senkte sich und versperrte dem Knappen den Weg aus dem Stollen. Kluibenschädl konnte den Stein nicht bewegen. In seiner Not wandte er sich in Gebeten an die Gottesmutter Maria. Er gelobte, sollten seine Gebete erhört werden, ihr zu Ehren am Stolleneingang ein Marienbild aufzustellen.
Im Jahre 1854 wurde ein neuer Steg zum Bild angelegt und der Eingang zum Stollen wurde zu einer Grotte erweitert. Während der Arbeiten an der Grotte wurde das Marienbild in Zein, in der heutigen Gemeinde Mieming, verwahrt und am 15. August 1854 wieder an seinen bisherigen Platz überstellt.
Die Zahl der Wallfahrer stieg und es wird über weitere erhörte Gebete berichtet. Auch das Opfergeld wurde mehr, und so konnten ein Vordach und eine Kniebank angeschafft werden. Neben dem Mariahilfbild wurde ein beinahe gleich großes Bild der Schmerzensmutter angebracht.
Das Bild sollte 1860 in Ötz restauriert werden. Da das Bild aber über hundert Jahre der Witterung ausgesetzt war, entschloss sich der Maler Josef Mühlegger (genannt Ötzer Malerle), ein neues, größeres Mariahilfbild (wie das ursprüngliche Bild eine Kopie des Gnadenbildes Mariahilf von Lucas Cranach) auf Leinwand zu malen, welches heute noch in der Kirche über dem Hochaltar hängt.
Da immer mehr Menschen zum Locherboden pilgerten, wurde ein neuer Weg durch den Wald von Mötz zur Grotte angelegt.
Das Interesse an der Grotte und dem Marienbild nahm aber wieder ab, es wurden bei schlechtem Wetter die Grotte als Stall genutzt und Schafe und Ziegen hineingetrieben. Mit der Zeit bedeckten Staub und Spinnweben das Bild.

## Marienerscheinungen und Heilung der Maria Kalb
Bedeutung als Wallfahrtsort bekam Maria Locherboden nach der wundersamen Heilung der todkranken Maria Kalb.
Maria Kalb, geboren am 10. Februar 1842 in Rum bei Innsbruck, war ein schwächliches aber fröhliches Kind. Im Fasching des Jahres 1864 wurde sie am Rücken verletzt. Das war der Beginn ihrer langen und schmerzhaften Krankheit. Die Ärzte diagnostizierten eine „Nervenabzehrung und Nerventrocknung“ und teilten ihr mit, dass es keine Hoffnung auf Genesung gäbe. Schon früh wurde sie mit den Sterbesakramenten versehen.
Erste Marienerscheinung:
Im Gebet zu Maria schöpfte sie Hoffnung auf Heilung und sie hatte Ende April 1871 eine Marienerscheinung, in der Maria Kalb einen Brief mit einem Marienbild erhalten hat.
Zweite Marienerscheinung:
Bei einer Marienerscheinung Ende Juli 1871 teilte ihr die Gottesmutter mit: „Du musst mich suchen im Oberland, und den Rosenkranz zu meinen sieben Schmerzen beten!“
Dritte Marienerscheinung:
Sie konnte aber die Worte und die Ortsangabe nicht richtig deuten. So kam es am 4. August 1871 zu einer dritten Marienerscheinung, bei der die Gottesmutter ihr den Ort bildlich darstellte und sprach: „Dieser ist der Ort, wo du mich suchen musst! – Du stehst auf der Sonnenseite – Dort ist Stams, dort Silz, und da unten Mötz.“ Maria Kalb erzählte von ihrer Erscheinung und Bekannte erinnerten sich, an diesem Platz schon einmal vorbeigekommen zu sein. „Da ist eine kleine Wallfahrt, da heißt man am Locherboden.“
Am 11. September 1871 reiste Maria Kalb mit ihrem Bruder Johann und weiteren zwei Verwandten mit dem Pferd nach Mötz, wo sie in einem Gasthof übernachteten. Am nächsten Tag, dem 12. September 1871, trug man Maria Kalb zur Grotte und sie betteten sie auf zwei Kissen. Maria Kalb gab kaum noch Lebenszeichen von sich.
Ihre Schwägerin nahm das Mariahilfbild vom Felsen und zeigte es der Kranken. Dann beteten sie den Rosenkranz von den sieben Schmerzen. Nach kurzer Zeit schlug die Kranke die Augen auf, und Maria Kalb, die bisher zu schwach gewesen war um mitzubeten, sagte deutlich: „Muttergottes du bist mir erschienen, du bist es, du wirst mir helfen.“ Dann erhob sie sich, kniete neben den anderen nieder und betete mit ausgestreckten Armen das Memorare.
Beim zweiten Rosenkranz fühlte sie Veränderungen im Körper und fühlte sich auf einmal stark und kräftig. Ohne fremde Hilfe ging sie dann aus eigener Kraft nach Mötz hinab.
Maria Kalb besuchte den Ort ihrer Heilung noch häufig und starb am 20. Jänner 1925, im Alter von 82 Jahren in Rum.

## Gnadenkapelle (sogenannte Ursprungskapelle)

Gnadenkapelle mit drei Kreuzen auf der Anhöhe, 1881

Nach der Heilung der Maria Kalb errichtete man für die wachsende Zahl der Pilger zunächst einen neuen Weg von Mötz zur Grotte. Die Grotte beim Stolleneingang wurde erweitert. Über den Eingang wurde 1872 ein Vorbau aus Lärchenholz errichtet und auf der Anhöhe des Locherbodens drei weithin sichtbare Kreuze aufgestellt. 1876 wurden entlang des Weges vierzehn Kreuzwegstationen errichtet.
Die Zahl der Pilger stieg weiter und 1881 entschloss sich der Mötzer Kurat Johann Schlatter zum Bau einer gemauerten Kapelle mit 3-achsiger Säulenvorhalle, in der am 6. Juni 1881 das Gnadenbild wieder aufgestellt wurde, nachdem es restauriert worden war.
Den Plan für die basilikaartige Kapelle hatte Johann Speckbacher, ein Gastwirtssohn aus Stams, in neuromanischem Stil gezeichnet und der Mötzer Maurermeister Josef Hörmann führte den Bau aus. Der Bau wurde vom Stift Stams sehr unterstützt, insbesondere dadurch, dass es das Baumaterial zur Verfügung stellte oder zumindest „billig berechnete“. Am 24. November 1885 bekam die Kapelle einen Altar.
Heute findet sich in der Gnadenkapelle eine Pietà Darstellung der Schmerzensmutter von Josef Bachlechner.

## Kirche

### Geschichte

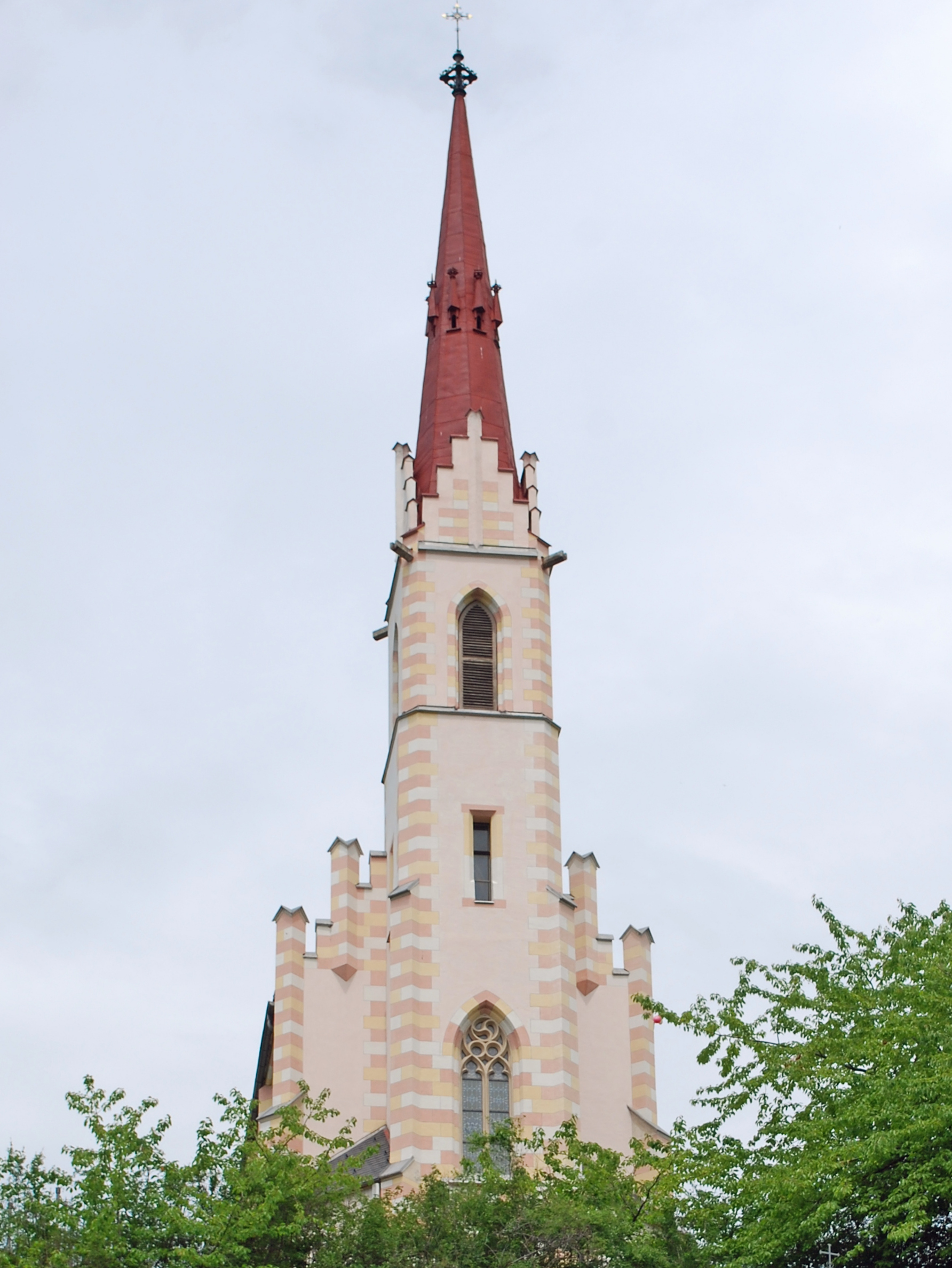
Wallfahrtskirche Maria Locherboden

Johann Schlatter, Pfarrer von Mötz, wollte über dem Ort der Heilung eine Kirche erbauen. Er plante eine Erweiterung der bestehenden Kapelle entlang des Felsens nach Westen. Wegen des felsigen Geländes wären sehr große Sprengungen erforderlich gewesen. Darum entschloss man sich die Kirche auf dem Hügel über der Grotte zu errichten. Am 12. März 1896 wurde unter der Leitung des Mötzer Baumeisters Heinrich Hörmann mit dem neugotischen Kirchenbau begonnen, am 22. August 1896 konnte bereits der Dachstuhl über dem Kirchenschiff aufgesetzt werden. 1897 wurde der Turm gebaut und schließlich der Rohbau fertiggestellt. Bis zur vorläufigen Fertigstellung sollte es aufgrund fehlender Gelder aber noch einige Jahre dauern. Wieder förderte das Stift Stams mit billigem Baumaterial das Bauvorhaben. Am 30. Juni 1901 wurde das Mariahilfbild von der Mötzer Pfarrkirche in festlicher Prozession in die neue Kirche gebracht. Unter den Anwesenden war auch Maria Kalb. Am 6. Juli 1901 kam der Brixner Fürstbischof Simon Aichner um die Kirche zu konsekrieren. Im Jahr 1902 wurde die Sakristei angebaut. Am 24. Mai 1916, zum Fest Maria Hilf, waren die Arbeiten vollständig abgeschlossen.

### Allgemeines
Der neugotische, 3-jochige Bau verfügt über einen Südturm, welcher der Hauptfassade vorgestellt ist. Der Turm weist
spitzbogige Schallöffnungen, Treppengiebel und einen Spitzhelm auf. Der Chorraum ist als Fünfachtelschluss ausgebildet. Im Inneren finden sich Kreuzrippengewölbe auf Absenkern. An der Außenfassade finden sich an Chor und Langhaus Strebepfeiler.

#### Fresken
Für die Ausschmückung der Wallfahrtskirche mit Fresken schrieb das Stift Stams einen Wettbewerb aus. Der Sieger, der junge, bis dahin wenig bekannte Kunstmaler Anton Kirchmayr aus Innsbruck fertigte die Fresken in den Jahren 1914–1916 an. Es fällt auf, dass sowohl die Wände als auch das Gewölbe mit vom Jugendstil angeregten Ornamenten und figürlicher Malerei geschmückt sind.
Entgegen der Tradition, dass eine Marienkirche nur mit Darstellungen aus ihrem Leben zu schmücken sei, wählte Kirchmayr als Thema das Kirchenjahr mit seinen vier Hauptfesten Ostern, Pfingsten, Fronleichnam und Weihnachten. Kirchmayr fertigte viele Porträtstudien in Mötz an, und so kommt es, dass sich viele Mötzer Bürger in den Figuren in den Fresken wiederfinden.

### Presbyterium

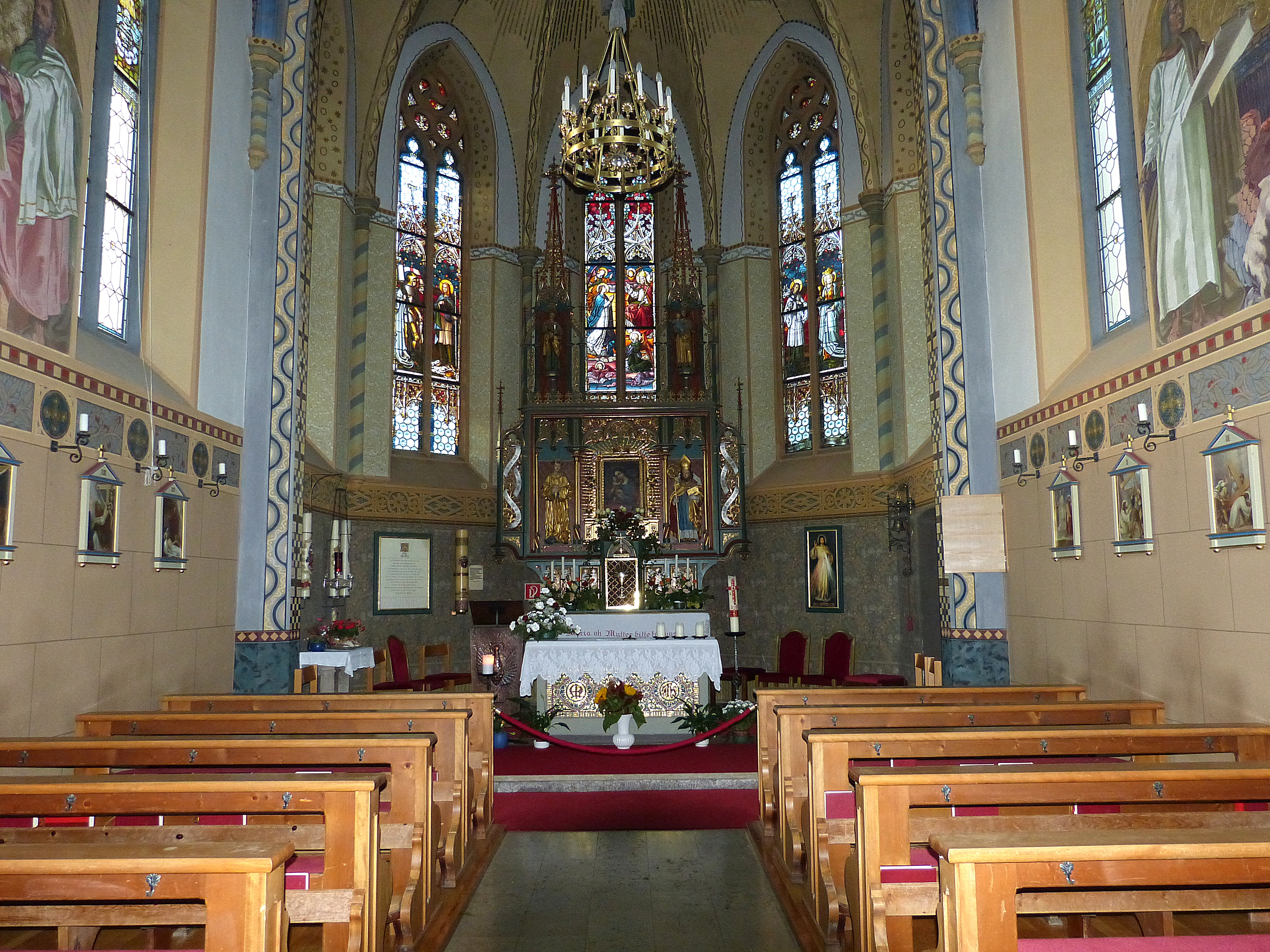
Presbyterium

#### Hochaltar
Der Hochaltar samt Figuren stammt vom Bildhauer Josef Bachlechner aus Hall in Tirol und nimmt zentral das Mariahilfbild auf. Auf der linken Seite findet sich eine Statue des hl. Bernhard – ein großer Marienverehrer, auf der rechten Seite eine Statue des hl. Kassian. – Locherboden gehörte früher zur Diözese Brixen, der hl. Kassian ist einer ihrer Diözesanpatrone. Auf dem Altaraufbau befinden sich zwei Türmchen. Der dazwischenliegende Freiraum gibt den Blick auf das Glasfenster frei. In der Nische des linken Turms steht eine Statue des Apostels Johannes, in der Nische des rechten Turmes findet sich eine Statue des heiligen Josef mit dem Kinde. Spruchbänder im Altaraufbau zeigen die Texte "Das ist der Ort, wo du mich suchen musst" auf der linken Seite und "Wenn einst das Auge bricht, Mutter, verlass mich nicht" auf der rechten Seite.

#### Fresken
Die Fresken an der Kuppel des Presbyteriums zeigen Ostern mit der Gestalt des auferstandenen Jesus, der mit ausgebreiteten Armen seine Wundmale zeigt. Neben Jesus sind zwei Engel, die Krone und Zepter tragen, und zwei weitere Engel mit zwei Leidenswerkzeugen, dem Schweißtuch der Veronika und der Dornenkrone, zu sehen.

#### Glasfenster
Auf den Glasfenstern im Presbyterium, die aus der Tiroler Glasmalerei und Mosaik Anstalt stammen, sind Heiligenfiguren dargestellt.
- links: Vermählung Mariä (1909)
- links: hl. Florian mit hl. Wendelin (1900)
- mittig: Die Krönung Mariens (1900)
- rechts: hl. Aloisius mit hl. Barbara (1900)
- rechts: Mariä Heimsuchung (1909)

### Langhaus

#### Fresken
Die bildliche Darstellung der vier Hauptfeste setzt sich im Anschluss an das Osterfest im Presbyterium im Langhaus fort. Hier findet sich neben den jeweiligen Darstellungen zum entsprechenden Fest auch jeweils eine Darstellung eines Propheten, der von diesem Ereignis berichtet hat.
- Weihnachten: Geburt Christi: Darstellung von Maria und Josef mit dem Kind, eine Hirtenfamilie bringt Gaben, die Hl. Drei Könige huldigen dem Kind; Prophet: Isaias
- Fronleichnam: Darstellung einer ländlichen Fronleichnamsprozession; Prophet: Ezechiel; Engel tragen ein Schild mit der Signatur des Künstlers und der Jahreszahl 1915–16
- Pfingstfest (schon beinahe über der Empore): Pfingstwunder, Gottesmutter und die Jünger empfangen den Hl. Geist; Prophet: Jeremias

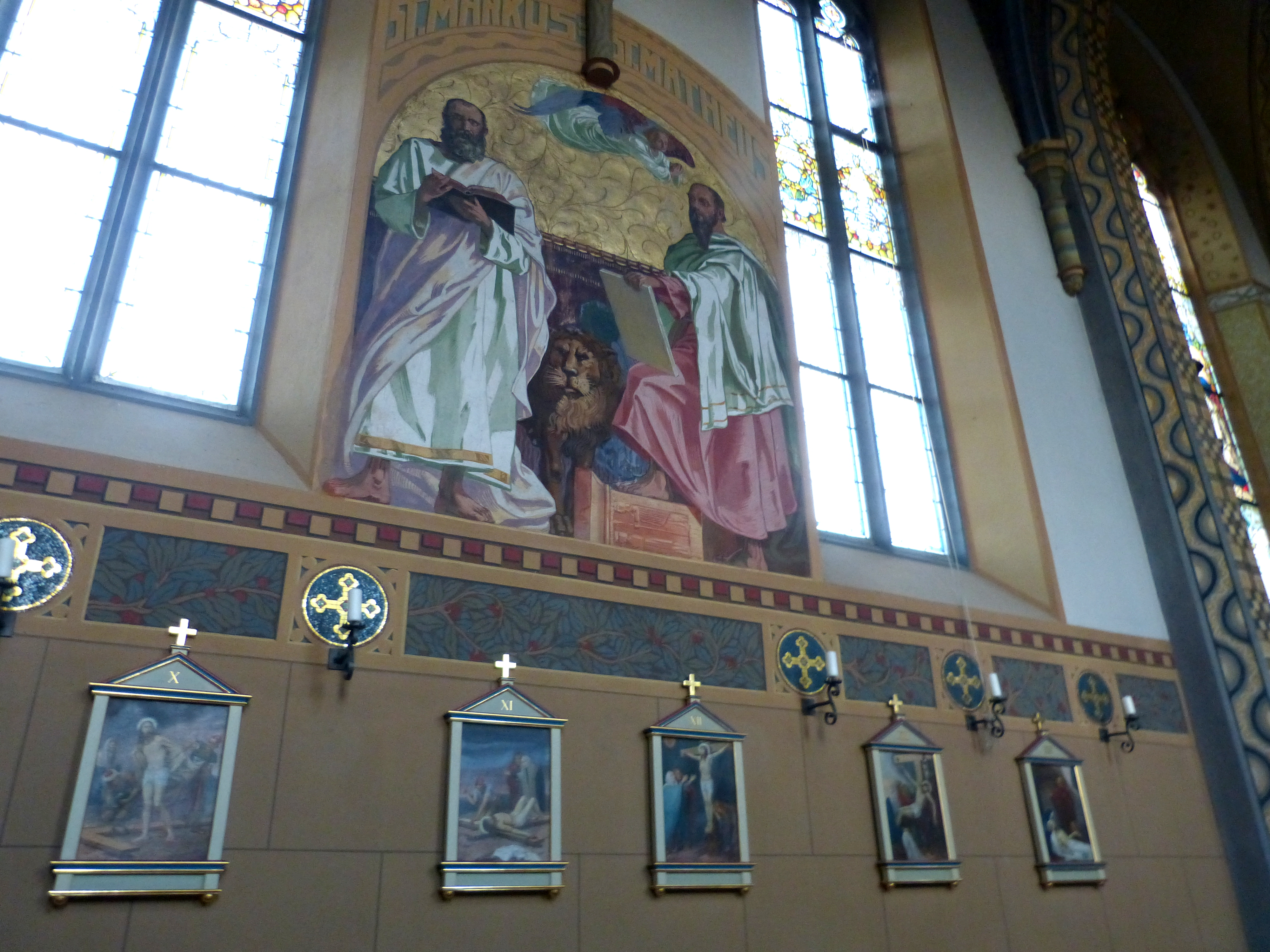
Evangelisten Markus und Matthäus

An den Langhauswänden sind die vier Evangelisten mit ihren Symbolen dargestellt. Auf der rechten Seite finden sich die Evangelisten Johannes und Lukas. Auf der linken Seite sind die Evangelisten Markus und Matthäus zu sehen. Die Wanddekoration im Langhaus wird durch Apostelkreuze in Mosaiktechnik ergänzt.

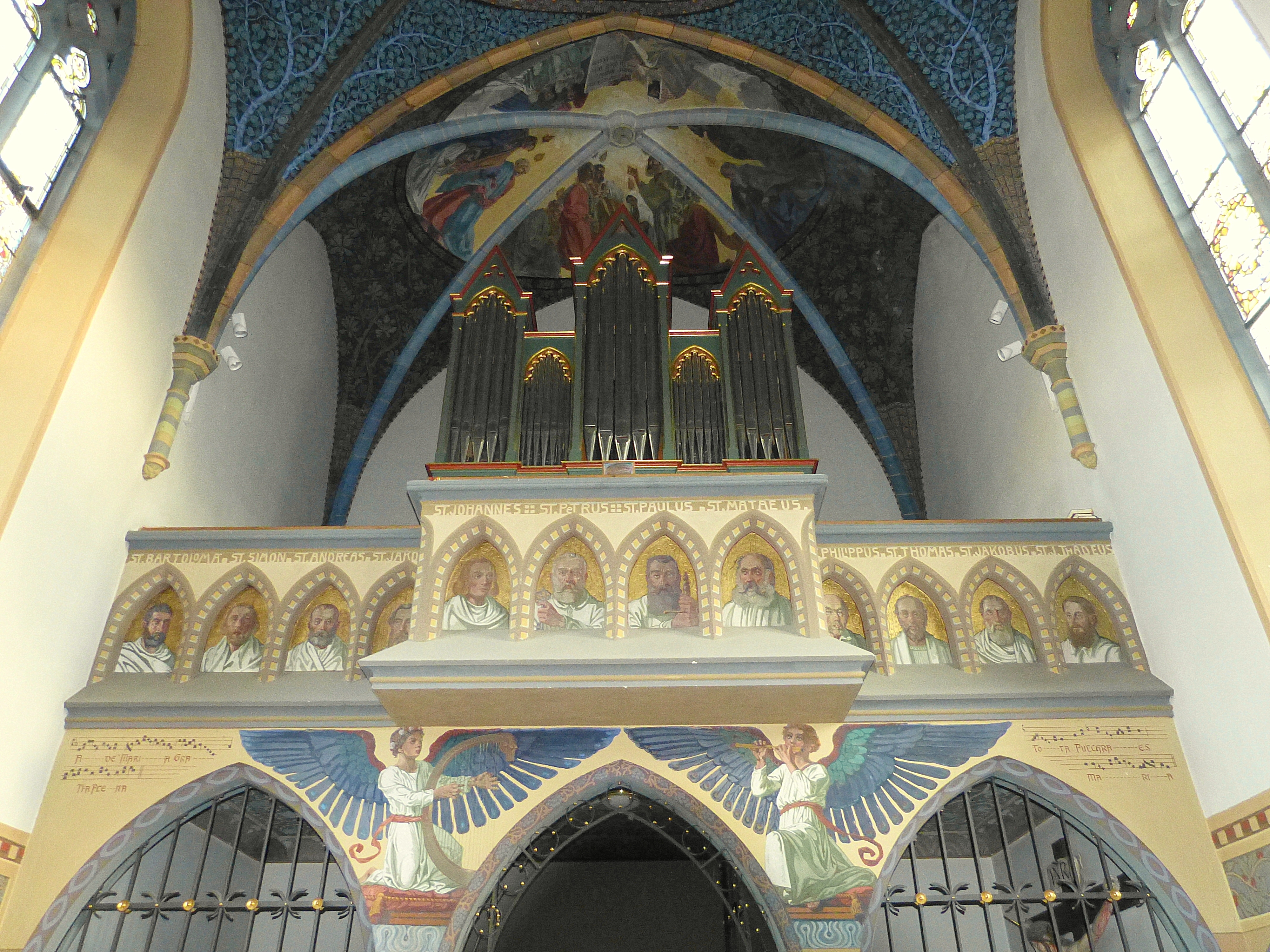
Orgelempore mit Orgel und Fresken

Die Brüstung der Orgelempore ist mit Darstellungen der zwölf Apostel in Form von bildlichen Darstellungen von Apostelbüsten geschmückt. Des Weiteren finden sich dort auch Porträts des Erbauers der Kirche und des Malers. Darunter finden sich an den beiden Seiten jeweils ein musizierender, bzw. singender Engel, links die Notenschrift mit dem Text „Ave Maria, gratia plena“ und auf der rechten Seite die Worte mit Noten „Tota pulchra es, Maria“.
An den Wänden des Spitzbogenportals sind Darstellungen aus der Geschichte des Wallfahrtsorts angebracht. Auch diese wurden von Kirchmayr gemalt.
- rechts: Engel wenden den Stein um den verschütteten Bergknappen zu retten
- links: die Heilung der Maria Kalb

Die Ausschmückung der Kirche mit den Fresken wurde am 24. Mai 1916 fertiggestellt.

#### Orgel
Im Jahr 1906 wurde ein Harmonium nach amerikanischem System in der Kirche aufgestellt. Die heutige Orgel, eine mechanische Schleifladenorgel mit zehn Registern, wurde 1996 auf der Empore aufgestellt. Sie stammt aus der Werkstatt der Firma Orgelbau Pirchner aus Steinach am Brenner.

#### Mosaik
Über dem Eingang befindet sich eine Darstellung von Maria mit der Lilie in Mosaiktechnik und Inschrift „Heiliges Herz Maria sei unsere Rettung“ des Künstlers Josef Pfefferle.

## Nachtwallfahrtskapelle
Ende der 80er Jahre kam der Wunsch auf, eine Kapelle zu errichten, um den nun monatlich stattfindenden Nachtwallfahrten einen würdigen Rahmen zur Messfeier zu bieten, da die Kirche nicht alle Pilger aufnehmen konnte.
Aus einem Wettbewerb der Tiroler Dorferneuerung hervorgehend, wurde sie nach den Plänen von Architekt Gerold Wiederin am Fuß der Felswand nahe der Grotte errichtet.

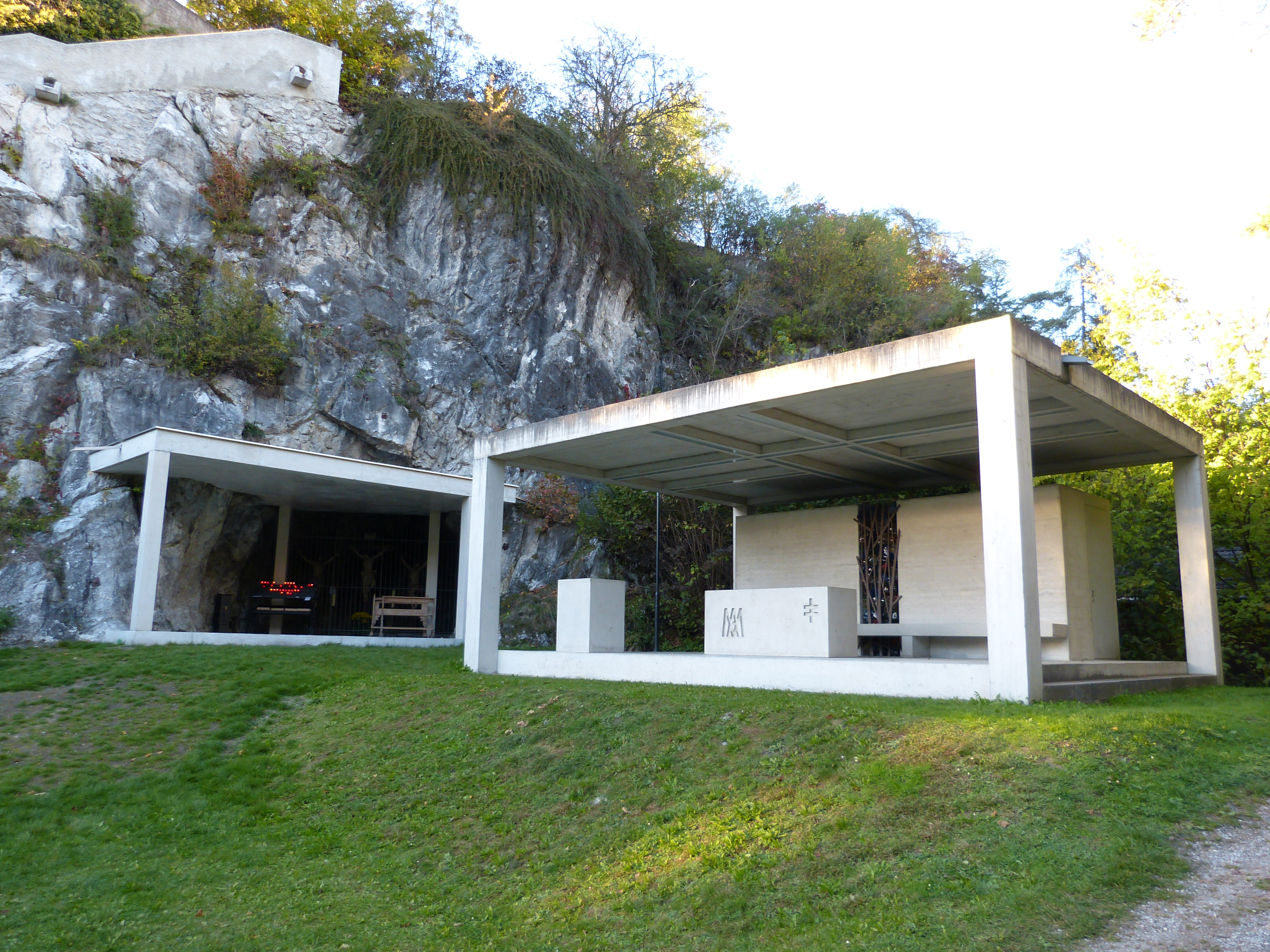
Nachtwallfahrtskapelle mit Zubau

Wiederin entschied sich in Zusammenarbeit mit dem Künstler Helmut Federle für eine moderne Konstruktion aus Beton mit den Abmessungen 15,09 m × 11,45 m × 6,09 m (B×T×H) mit „klaren, geometrisch-kristallinen Kuben in einen Dialog mit den sie umgebenden verformten und verwitterten Felsformationen“. bzw. „eine präzise geometrische Struktur, die die Abfolge der Sakralbauten am Locherboden in logischer Weise fortsetzt und auf die temporäre Nutzung hinweist“. Ein schlichter Pavillon aus Beton, eine Betonplatte getragen von vier Stützen, auf denen eine in Kreuzform unterteilte Betondecke liegt. Auch der Altar, Ambo und Sedilien sind aus Beton gefertigt. Milchglasbeleuchtungsschienen sind in die Kreuzform der Deckenplatte eingelassen und sorgen für eine ruhige, dezente Beleuchtung.
Im Zentrum der Rückwand befindet sich ein vom Künstler Helmut Federle geschaffenes Geäst, das aus groben, bunten Glasbrocken gebildet ist, die lose aufeinander liegen und durch ein Stahlnetz geformt werden. Die Farben der Glasbrocken stehen in Beziehung mit den Glasfenstern der Wallfahrtskirche. Von der Lichtung vor der Nachtwallfahrtskapelle aus bietet sich den Pilgern Aussicht auf die Kirche auf der Anhöhe.
Die Nachtwallfahrtskapelle wurde am 8. September 1996 vom Stamser Abt Josef M. Köll geweiht.

### Zubau
Ein Zubau zur Nachtwallfahrtskapelle vor dem Grotteneingang, der dem Chor auch bei Regenwetter einen Unterstand geben soll, wurde in recht einfacher Bauweise errichtet, und fügt sich nicht in das ursprünglich von Wiederin erdachte architektonische Konzept ein. Auch das ursprünglich von Federle installierte Stahlnetz in Richtung Grotte ist verschwunden.

## Kreuzweg

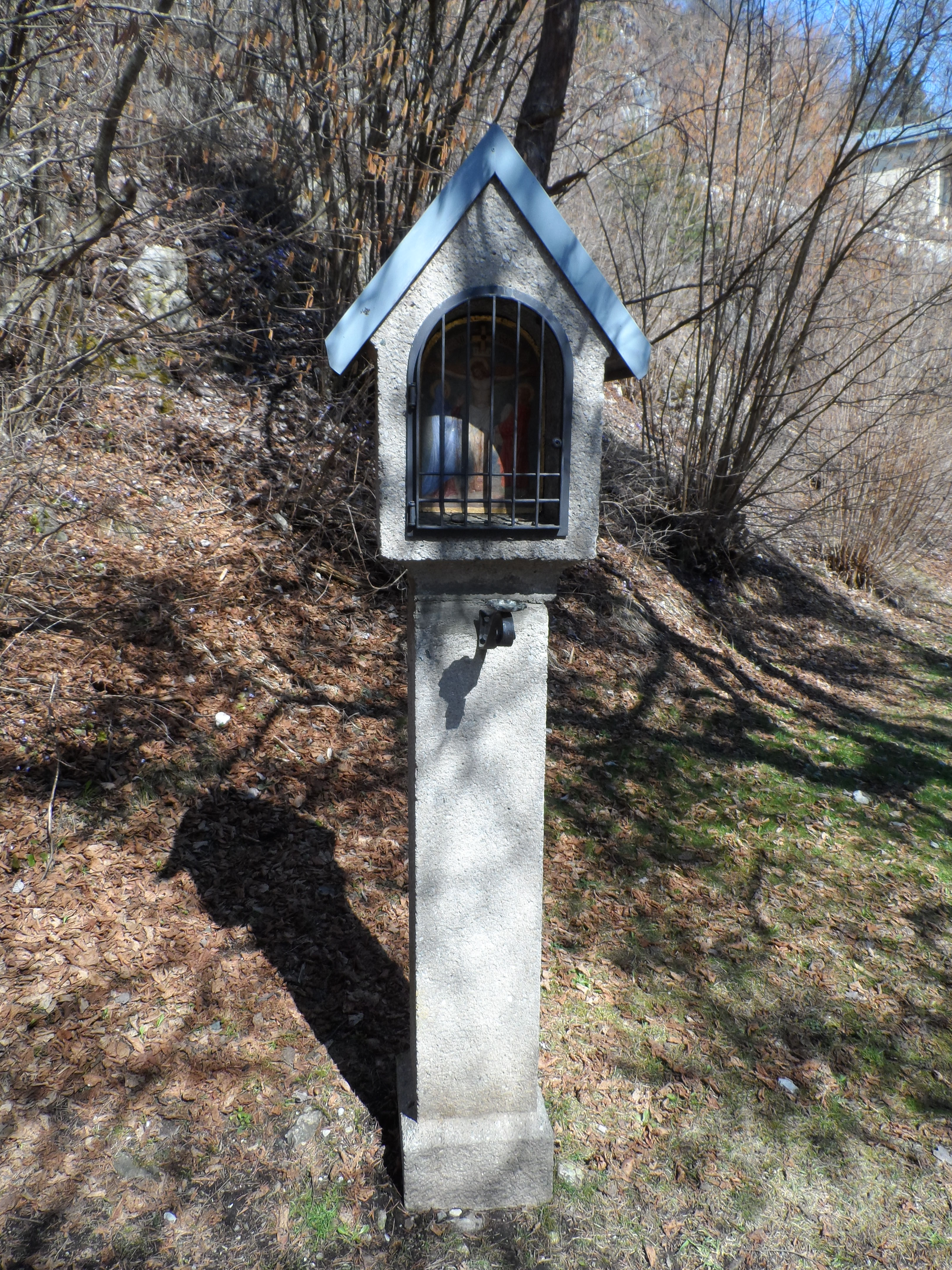
Die zwölfte Kreuzwegstation

Bereits 1876 wurden entlang des Weges zur Grotte vierzehn Kreuzwegstationen errichtet. Diese waren hölzerne Säulen und trugen in Nischen auf Leinwand gemalte Bilder der Malerin Theres Strigl aus Sautens. Am 9. April 1876, einem Palmsonntag, wurden diese Kreuzwegstationen geweiht. Aufgrund der Witterungseinflüsse war es nötig, dass die Bilder durch Theres Strigl 1887 restauriert wurden. Im Jahr 1915 wurden die alten hölzernen Kreuzwegstationen, durch aus Beton gegossene Stationen, ersetzt. Die heutigen Bilder der Kreuzwegstationen am Weg zur Kirche stammen von Heinrich Kluibenschedl. Die Kreuzwegstationen und Bilder wurden am 6. Juni 1915 geweiht.

## Wallfahrt
Seit dem 11. Mai 1976 finden von Mai bis Oktober jeweils am 11. des Monats Nachtwallfahrten statt. Ausgehend vom Parkplatz unterhalb des Locherbodens führt eine Lichterprozession zur Nachtwallfahrtskapelle.
Zu erreichen ist die Wallfahrtsstätte entweder von Mötz aus über den Kreuzweg oder vom Parkplatz unterhalb des Locherbodens aus über eine 1975 neu errichtete Straße, oder aber auch über einen Fußweg von Stams aus, der über eine Hängebrücke über den Inn führt. Dabei führt der Weg durch das Sonderschutzgebiet Mieminger und Rietzer Innauen, das zu den artenreichsten Lebensräumen Europas zählt. Diese Auen sind die ursprünglichste Landschaft am Tiroler Inn.